# Seznam LGBT organizací
Do tohoto seznamu LGBT organizací jsou řazeny organizace, která působí v rámci gay hnutí nebo lesbického hnutí (historie homosexuálních hnutí se počítá od Stonewallských nepokojů v roce 1969), aktivismu ve prospěch transgender osob nebo v rámci LGBT aliance těchto hnutí, která se zformovala od poloviny 90. let 20. století.

## Seznam LGBT organizací
Evropa
| Stát                | Originální nebo anglický název |
| ------------------- | --- |
| Celosvětové         | International Lesbian and Gay Association (ILGA) |
| Celosvětové         | International Gay and Lesbian Travel Association (IGLTA) |
| Celosvětové         | Gay and Lesbian International Sport Association (GLISA) |
| Celosvětové         | Human Rights Compaign |
| Celosvětové         | Ligo de Samseksamaj Geesperantistoj |
| Albánie             | Aleanca |
| Albánie             | ProLGBT |
| Albánie             | Pink Embassy |
| Belgie              | Holebifederatie |
| Belgie              | Fédération des Associations gayes et lesbiennes (FAGL) |
| Bělorusko           | LGBT Human Rights Project "GayBelarus" |
| Bosna a Hercegovina | Organisation Q |
| Bosna a Hercegovina | Organisation Logos |
| Bulharsko           | BGO Gemini |
| Česko               | Gay a lesbická liga (GLL) |
| Česko               | Gay iniciativa v České republice (GI) |
| Česko               | Logos Česká republika, z. s. |
| Česko               | STUD |
| Česko               | Platforma pro rovnoprávnost, uznání a diverzitu |
| Česko               | Trans*parent |
| Česko               | Queer spolek Charlie |
| Česko               | Prague Pride |
| Česko               | Ostravský PRAJD |
| Česko               | Queer Geography |
| Česko               | Czech Bears |
| Česko               | Ollove |
| Česko               | Most Pride |
| Česko               | Slavex Pride |
| Česko               | Pilsen Pride |
| Česko               | Q prostor Zlín |
| Česko               | Ústecký Pride |
| Dánsko              | Danish National Association for Gays and Lesbians (LBL) |
| Estonsko            | Estonian Gay League |
| Estonsko            | Diversity |
| Estonsko            | Geikristlaste Kogu |
| Faerské ostrovy     | Friðarbogin |
| Finsko              | SETA - The Finnish National Organziation for Sexual Equality |
| Finsko              | Pink Rose |
| Francie             | SOS Homophobie |
| Francie             | Inter-LGBT |
| Francie             | Act Up |
| Francie             | David et Jonathan |
| Francie             | Collectif Contre l'Homophobie |
| Francie             | Syndicat National des Entreprises Gaies |
| Francie             | Association des Parents Gays et Lesbiens |
| Francie             | GayLib |
| Francie             | Homosexualités et Socialisme |
| Grónsko             | LGBT Qaamaneq |
| Gruzie              | Inclusive Foundation |
| Gruzie              | Identoba |
| Chorvatsko          | Inqueerzicija |
| Chorvatsko          | Iskorak |
| Chorvatsko          | Kontra |
| Chorvatsko          | LORI |
| Chorvatsko          | kugA |
| Chorvatsko          | Queer Zagreb |
| Itálie              | Arcigay |
| Itálie              | Arcilesbica |
| Irsko               | Gay & Lesbian Equality Network (GLEN) |
| Irsko               | Campaign for Homosexual Law Reform |
| Irsko               | Steven Donohues Galway Gays |
| Irsko               | Národní LGBT federace |
| Island              | Samtökin '78 |
| Kosovo              | QESh |
| Kosovo              | Elysium |
| Kypr                | Cypriot Gay Liberation Movement |
| Litva               | Lithuanian Gay League |
| Maďarsko            | Háttér Support Society for LGBT People |
| Maďarsko            | Labrisz Lesbian Association |
| Maďarsko            | Habeas Corpus Working Group |
| Německo             | Lesben- und Schwulenverband in Deutschland |
| Německo             | Ökumenische Arbeitsgruppe Homosexuelle und Kirche |
| Nizozemsko          | Nederlandse Vereniging voor Integratie van Homoseksualiteit COC |
| Nizozemsko          | Homo LesBische Federatie Nederland |
| Norsko              | Norwegian National Association for Lesbian and Gay Liberation (LLH) |
| Polsko              | Kampaň proti homofobii (KPH) |
| Polsko              | Lambda Warszawa |
| Rakousko            | Rechtskomitee Lambda |
| Rakousko            | Homosexuelle Initiative (HOSI Wien), (HOSI Linz) |
| Rumunsko            | Accept |
| Rumunsko            | Be An Angel |
| Rusko               | Children 404: Ruský internetový projekt vyjadřující podporu homosexuální, bisexuální a trans mládeži v zemi. 404 odkazuje na internetovou zprávu HTTP 404 Error, což symbolizuje přehlížení existence LGBT mládeže ze strany tamní společnosti a establišmentu. |
| Rusko               | LGBT Human Rights Project Gayrussia.ru |
| Rusko               | Russian LGBT Network |
| Řecko               | Cooperation against Homophobia |
| Skotsko             | Equality Network |
| Skotsko             | LGBT Network |
| Skotsko             | LGBT Youth Scotland |
| Skotsko             | Outright Scotland |
| Srbsko              | Gay Lesbian Info Centre |
| Spojené království  | Stonewall |
| Spojené království  | OutRage! |
| Spojené království  | UNISON |
| Spojené království  | Queer Youth Network (Q.Y.N.) |
| Spojené království  | Proud2serve.net |
| Španělsko           | Federación Estatal de Lesbianas, Gays, Transexuales y Bisexuales |
| Švédsko             | Fag Army |
| Švédsko             | HomO, The Ombudsman against Discrimination on Grounds of Sexual Orientation (government office) |
| Švédsko             | Swedish Federation for Lesbian, Gay, Bisexual and Transgender Rights (RFSL) |
| Turecko             | KAOS GL |
| Turecko             | Lambdaistanbul |
| Turecko             | LEGATO, LGBT group of university students and academics with nationwide organization |
| Ukrajina            | Insight (veřejná organizace) |

Asie
| Stát        | Originální nebo anglický název                                |
| ----------- | ------------------------------------------------------------- |
| Mezinárodní | Asian Lesbian Network                                         |
| Bangladéš   | Boys of Bangladesh                                            |
| Čína        | Oii-Chinese                                                   |
| Čína        | DiversityUNNC - Ningbo                                        |
| Indie       | Humsafar Trust                                                |
| Indie       | Naz Foundation (India) Trust                                  |
| Indie       | Udaan Trust                                                   |
| Írán        | Iranian Queer Organization                                    |
| Izrael      | The Association of Gay Men, Lesbians, and Bisexuals in Israel |
| Izrael      | Israel Gay Youth (IGY)                                        |
| Izrael      | Jerusalem Open House                                          |
| Japonsko    | OCCUR, asociace japonského gay a lesbického hnutí             |
| Jižní Korea | Solidarity for LGBT Human Rights of South Korea               |
| Libanon     | Helem                                                         |
| Libanon     | Meem                                                          |
| Malajsie    | Seksualiti Merdeka (Sexual Indepent)                          |
| Nepál       | Blue Diamond Society                                          |
| Singapur    | People Like Us (PLU)                                          |
| Tchaj-wan   | Taiwan Alliance to Promote Civil Partnership Rights (TAPCPR)  |
| Tchaj-wan   | Gender/Sexuality Rights Association Taiwan (GSRAT)            |
| Tchaj-wan   | Taiwan Tongzhi Hotline Association (TTHA)                     |

Severní a Střední Amerika
| Stát                   | Originální nebo anglický název                                                         |
| ---------------------- | -------------------------------------------------------------------------------------- |
| Bahamy                 | Asian Lesbian Network                                                                  |
| Jamajka                | Jamaica Forum for Lesbians, All-sexuals, and Gays (JFLAG)                              |
| Kanada                 | Egale Canada                                                                           |
| Kanada                 | Iranian Railroad for Queer Refugees                                                    |
| Kanada                 | Lesbian and Gay Community Appeal Foundation (LGCA)                                     |
| Kanada                 | Supporting Our Youth                                                                   |
| Spojené státy americké | Podrobnější informace naleznete v článku Seznam LGBT organizací ve Spojených státech . |

Jižní Amerika
| Stát                          | Originální nebo anglický název                                                       |
| ----------------------------- | ------------------------------------------------------------------------------------ |
| Argentina                     | Comunidad Homosexual Argentina (CHA)                                                 |
| Bolívie                       | M.G.L.P. Libertad (CHA)                                                              |
| Brazílie                      | Grupo Gay da Bahia (GGB)                                                             |
| Brazílie                      | Associação Brasileira de Gays, Lésbicas, Bissexuais, Travestis e Transexuais (ABGLT) |
| Chile                         | Colectiva Lesbica Feminista Ayuquelen                                                |
| Chile                         | MOVILH                                                                               |
| Ekvádor                       |                                                                                      |
| Fundación Ecuatoriana Equidad |                                                                                      |
| Guyana                        | Society Against Sexual Orientation Discrimination (SASOD)                            |
| Guyana                        | Silueta X Association                                                                |
| Kolumbie                      | Colombia Diversa (SASOD)                                                             |
| Peru                          | Movimento Homosexual de Lima (MHOL)                                                  |
| Uruguay                       | Outinguruguay, organizace zaměřená na ochranu LGBT lidských práv a imigraci          |

Austrálie a Oceánie
| Stát        | Originální nebo anglický název                                |
| ----------- | ------------------------------------------------------------- |
| Austrálie   | Australian Lesbian and Gay Archives (ALGA)                    |
| Austrálie   | Australian Marriage Equality (AME)                            |
| Austrálie   | Coalition of Activist Lesbians Australia (COAL)               |
| Austrálie   | Community Action Against Homophobia (CAAH)                    |
| Austrálie   | Kaleidoscope Australia Human Rights Foundation (KAHRF)        |
| Austrálie   | National LGBTI Health Alliance                                |
| Austrálie   | Organisation Intersex International Australia (OII Australia) |
| Austrálie   | Transgender Victoria                                          |
| Austrálie   | Victorian Gay and Lesbian Rights Lobby (VGLRL)                |
| Austrálie   | Zoe Belle Gender Centre (ZBGC)                                |
| Nový Zéland | Intersex Trust Aotearoa New Zealand                           |

Afrika
| Stát                  | Originální nebo anglický název  |
| --------------------- | ------------------------------- |
| Jihoafrická republika | Intersex South Africa           |
| Uganda                | Sexual Minorities Uganda (SMUG) |